# Viktor Zoller
Viktor Zoller (ur. 22 czerwca 1912, zm. 28 maja 1947 w Landsberg am Lech) – zbrodniarz hitlerowski, członek załogi obozów Mauthausen-Gusen i Auschwitz-Birkenau oraz SS-Hauptsturmführer.

## Życiorys
Urodził się w Ravensburgu koło Ulm, był z zawodu technikiem budowlanym. Od 7 maja 1933 członek NSDAP (nr legitymacji partyjnej 3287569) i SS (nr identyfikacyjny 77379). Służył w 2. pułku SS-Totenkopf „Górna Bawaria” (2. SS-Totenkopf-Standarte „Oberbayern”), stacjonującym przy obozie koncentracyjnym Dachau. 22 marca 1940 mianowano go adiutantem komendanta obozu Mauthausen Franza Ziereisa. Od 2 maja 1942 do 28 października 1943 należał do różnych pododdziałów bojowych Waffen-SS i brał m.in. udział w walkach na froncie wschodnim. Między 22 listopada 1943 a 25 maja 1944 Zoller był adiutantem komendanta obozu koncentracyjnego Auschwitz, a następnie przeniesiono go ponownie do obozu Mauthausen, gdzie do 9 kwietnia 1945 dowodził batalionem wartowniczym. Był członkiem organizacji Lebensborn. Zoller został odznaczony m.in. Szpadą Honorową SS (SS-Ehrendege).
W Mauthausen kierował masowymi egzekucjami więźniów przez rozstrzelanie i powieszenie. Skazywał również więźniów na okrutne kary i osobiście znęcał się nad nimi. Brał także udział w morderstwach dokonywanych w komorach gazowych Mauthausen. Aresztowany przez aliantów 23 grudnia 1945, zasiadł na ławie oskarżonych w procesie załogi Mauthausen-Gusen (US vs. Johann Altfuldisch i inni) przed amerykańskim Trybunałem Wojskowym w Dachau jako jeden z głównych oskarżonych. 13 maja 1946 Zoller skazany został na karę śmierci. Wyrok wykonano przez powieszenie w więzieniu Landsberg koło Monachium.